# Socialistisk Folkeparti
Die Socialistisk Folkeparti (SF, dänisch für Sozialistische Volkspartei; auf Deutsch oftmals Volkssozialisten genannt) ist eine politische Partei im Königreich Dänemark. Sie vertritt eine moderate ökosozialistische und demokratisch-sozialistische sowie linksgrüne Ausrichtung und steht im dänischen Parteienspektrum unter den Mitte-links-Parteien zwischen den Sozialdemokraten und der linkssozialistischen Enhedslisten.
Die SF tritt bewusst als rot-grüne Partei auf, sitzt im Europäischen Parlament in der grünen Fraktion und hat sich am 2. März 2014 entschlossen, der Europäischen Grünen Partei als Vollmitglied beizutreten.

## Geschichte
Entstanden ist die Socialistisk Folkeparti 1959 aus einer Abspaltung von der Kommunistischen Partei Dänemarks. Die Mehrheit der dänischen Kommunisten unter ihrem langjährigen Parteivorsitzenden Aksel Larsen verurteilte damals die Politik der Sowjetunion, unter anderem auch den Einmarsch 1956 in das de jure unabhängige Ungarn. Die SF verfolgte einen eurokommunistischen Dritten Weg zum Sozialismus. Entstehungsgeschichtlich ist sie damit eng verwandt mit der zwei Jahre später gegründeten, fast gleichnamigen Sosialistisk Folkeparti Norwegens, der zwei Jahre älteren Pacifistisch Socialistische Partij (PSP) in den Niederlanden und der 1960 entstandenen französischen Parti socialiste unifié. Alle vier positionierten sich zwischen pro-westlichen Sozialdemokraten auf der einen und Moskau-treuen Kommunisten auf der anderen Seite. Sie sahen sich deshalb als Schwesterparteien an.
Von 1966 bis 1967 unterstützte die SF im Parlament die sozialdemokratische Minderheitsregierung von Jens Otto Krag. Der radikale und pazifistische Flügel wandte sich daraufhin von der SF ab und bildete die Venstresocialisterne (VS; „Linkssozialisten“). Beim Referendum über den EWG-Beitritt Dänemarks empfahl die SF 1972 mit „nein“ zu stimmen.
Mit der SF war in Dänemark bereits eine links-libertäre Partei vorhanden, die den nach 1968 entstandenen neuen sozialen Bewegungen, insbesondere der Umweltbewegung, offenstand und „grüne“ Themen aufnahm. Deshalb bildete sich in Dänemark, anders als z. B. in der Bundesrepublik Deutschland, keine separate grüne Partei heraus, sondern die SF ergänzte ihre sozialistische Programmatik um ökologische Ziele. In den 1980er-Jahren nahm der Stimmenanteil der SF stark zu und erreichte bei der Folketingswahl 1987 mit 14,6 % einen Höhepunkt. Ab 1994 hatte sie im Parlament Konkurrenz von der noch weiter linksaußen positionierten Enhedslisten – de rød-grønne, in der u. a. die radikale SF-Abspaltung Venstresocialisterne aufgegangen war.
Die SF bekennt sich zur parlamentarischen Demokratie und ist in Fragen der Zustimmung zur Europäischen Union gespalten. Unter ihren Parteivorsitzenden Holger K. Nielsen (1991–2005) und Villy Søvndal (2005–2012) nahm sie jedoch eine positivere Einstellung gegenüber der EU an. So stimmte sie dem EU-Vertrag von Nizza (2001) und dem Vertrag von Lissabon (2007) zu. Bei der Parlamentswahl 2007 wurde die SF mit 13,0 Prozent und 23 Sitzen viertstärkste Kraft. In den folgenden Jahren konnte die Partei ihre Mitgliederzahl auf rund 18.000 (2011) verdreifachen.
Die SF suchte die feste Zusammenarbeit mit den Sozialdemokraten und erarbeitete mit ihnen ein gemeinsames Wahlprogramm, das als Grundlage für eine Regierungsbildung dienen sollte. Die Parlamentswahl 2011 endete mit 9,2 Prozent Stimmenanteil (minus 3,8 Prozentpunkte) eher enttäuschend, brachte der Partei aber erstmals eine Regierungsbeteiligung ein. Zum Jahresbeginn 2014 spitzten sich die innerparteilichen Konflikte zwischen programmtreuem Flügel und realpolitisch orientierten Fürsprechern der Koalitionsregierung zu. Anlass war der geplante Verkauf des Energieunternehmens Dong Energy an die US-amerikanische Investmentbank Goldman Sachs. Die kommissarische Fraktionschefin Karina Lorentzen, die politische Sprecherin Lisbeth Bech Poulsen und der stellvertretende Parteivorsitzende Peter Westermann traten aus Protest gegen die Regierungspläne zurück. Am 30. Januar 2014 zerbrach die Koalition, Annette Vilhelmsen legte den Parteivorsitz nieder, und die Minister der SF schieden aus dem Kabinett von Helle Thorning-Schmidt (S) aus.
Bei der nächsten Folketingswahl 2015 brach der Stimmenanteil der SF auf 4,3 Prozent ein, sie verlor mehr als die Hälfte ihrer Parlamentssitze. Die radikalerer Enhedsliste legte dagegen zu. Nach vier Jahren in der Opposition erholte sich die SF bei der Parlamentswahl 2019 auf 7,7 Prozent und 14 Sitze im Folketing und unterstützte fortan die Minderheitsregierung der Sozialdemokraten unter Mette Frederiksen, ohne jedoch am Kabinettstisch vertreten zu sein. Bei der Folketingswahl 2022 konnte die SF ein weiteres Mandat dazugewinnen und gehört aktuell der Opposition an.

## Parteivorsitzende
In der SF bekleidete der Parteichef stets die beiden zentralen Posten des Vorsitzenden und des Politischen Sprechers. Diese Regelung endete erst 2011, als Villy Søvndal – als erster Sozialisten-Chef überhaupt – Minister wurde und daher den Sprecherposten niederlegte. Der Fraktionsvorsitz wurde seit Aksel Larsens Rücktritt 1968 stets vom Parteivorsitz getrennt. Seit diesem Zeitpunkt musste jeder neue Vorsitzende eine Kampfkandidatur bestehen. Gewählt wird er vom Parteitag, ausgenommen 2005 und 2012, als ein Mitgliederentscheid durchgeführt wurde. Pia Olsen Dyhr kam ohne Wahl ins Amt, weil keine Gegenkandidaten antraten.
- Aksel Larsen, 1959–1968
- Sigurd Ømann, 1968–1974
- Gert Petersen, 1974–1991
- Holger K. Nielsen, 1991–2005
- Villy Søvndal, 2005–2012
- Annette Vilhelmsen, 2012–2014
- Pia Olsen Dyhr, seit 2014

## Folketing

### Wahlergebnisse
| Jahr | Stimmen | Prozent | Sitze  | Diff. |
| ---- | ------- | ------- | ------ | ----- |
| 1960 | 149.440 | 06,1 %  | 11/179 | ▲ 12  |
| 1964 | 151.697 | 05,8 %  | 10/179 | ▼ 01  |
| 1966 | 304.437 | 10,9 %  | 20/179 | ▲ 10  |
| 1968 | 174.553 | 06,1 %  | 11/179 | ▼ 09  |
| 1971 | 262.756 | 09,1 %  | 17/179 | ▲ 06  |
| 1973 | 183.522 | 06,0 %  | 11/179 | ▼ 06  |
| 1975 | 150.963 | 05,0 %  | 9/179  | ▼ 02  |
| 1977 | 120.357 | 03,9 %  | 7/179  | ▼ 02  |
| 1979 | 187.284 | 05,9 %  | 11/179 | ▲ 04  |
| 1981 | 353.373 | 11,3 %  | 21/179 | ▲ 10  |
| 1984 | 387.122 | 11,5 %  | 21/179 | ▬ 0   |
| 1987 | 490.176 | 14,6 %  | 27/179 | ▲ 06  |
| 1988 | 433.261 | 13,0 %  | 24/179 | ▼ 03  |
| 1990 | 268.759 | 08,3 %  | 15/179 | ▼ 09  |
| 1994 | 242.398 | 07,3 %  | 13/179 | ▼ 02  |
| 1998 | 257.406 | 07,6 %  | 13/179 | ▬ 0   |
| 2001 | 219.842 | 06,4 %  | 12/179 | ▼ 01  |
| 2005 | 201.047 | 06,0 %  | 11/179 | ▼ 01  |
| 2007 | 450.975 | 13,0 %  | 23/179 | ▲ 12  |
| 2011 | 326.192 | 09,2 %  | 16/179 | ▼ 07  |
| 2015 | 147.915 | 04,2 %  | 7/179  | ▼ 09  |
| 2019 | 272.093 | 07,7 %  | 14/179 | ▲ 07  |
| 2022 | 293.186 | 08,3 %  | 15/179 | ▲ 01  |

### Fraktionsvorsitzende
- Aksel Larsen, 1960–1968
- Morten Lange, 1968–1976
- Sigurd Ømann, 1976–1977
- Ebba Strange, 1977–1991
- Steen Gade, 1991–1997
- Jes Lunde, 1997–2001
- Aage Frandsen, 2001–2005
- Ole Sohn, 2005–2011
- Pernille Vigsø Bagge, 2011–2012
- Anne Baastrup, 2012–2013
- Karina Lorentzen Dehnhardt, 2014
- Jonas Dahl, 2014–2016
- Jacob Mark, 2016–2022
- Karina Lorentzen Dehnhardt, seit 2022

### Aktuelle Fraktion
Seit der letzten Folketingswahl 2022 verfügt die Socialistisk Folkeparti über 15 Mandate im Parlament:
- Sigurd Agersnap, seit 2022
- Theresa Berg Andersen, seit 2022
- Kirsten Normann Andersen, seit 2016
- Lisbeth Bech-Nielsen, seit 2011
- Anne Valentina Berthelsen, seit 2019
- Marianne Bigum, seit 2022
- Astrid Carøe, seit 2019
- Karina Lorentzen Dehnhardt, 2007–2015, seit 2019; Fraktionsvorsitzende
- Pia Olsen Dyhr, seit 2007; Parteivorsitzende
- Karsten Hønge, 2007–2011, seit 2015
- Sofie Lippert, seit 2011
- Jacob Mark, seit 2015
- Signe Munk, seit 2019
- Charlotte Broman Mølbæk, seit 2019
- Carl Valentin, seit 2019

## Europäisches Parlament
Die SF konnte in allen Wahlen zum Europäischen Parlament mindestens einen Sitz erringen. Während der zweiten Legislaturperiode wurde ihr zum 1. Januar 1985 ein weiterer Sitz zugeteilt, als Grönland die Europäische Gemeinschaft verließ. Von Oktober 1997 bis zur Europawahl 1999 war die Socialistisk Folkeparti ohne Vertretung in Brüssel, nachdem John Iversen zu den Sozialdemokraten übertrat.
Die Europaabgeordneten der SF ordneten sich zunächst bei der Fraktion der Kommunisten und Nahestehenden beziehungsweise nach deren Aufspaltung 1989 in die Fraktion der Vereinigten Europäischen Linken (VEL) ein. John Iversen wechselte am 1. Juli 1992 jedoch zur Fraktion Die Grünen im Europäischen Parlament, noch bevor die VEL sich auflöste. Seine Nachfolgerin Lilli Gyldenkilde wechselte in der folgenden Wahlperiode 1994 zurück in die neu gegründete Konföderale Fraktion der Vereinigten Europäischen Linken/Nordische Grüne Linke. Nach der Europawahl 2004 trat Margrete Auken nicht der Fraktion der Linken bei, sondern wurde Mitglied in der Fraktion der Grünen / Freie Europäische Allianz
| Jahr | Stimmen | Prozent | Sitze | Diff. | Abgeordnete                                                 |
| ---- | ------- | ------- | ----- | ----- | ----------------------------------------------------------- |
| 1979 | 081.991 | 04,7 %  | 1/15  | –     | Bodil Boserup                                               |
| 1984 | 183.580 | 09,2 %  | 1/15  | ▬ 0   | Bodil Boserup und John Iversen 1                            |
| 1989 | 162.902 | 09,1 %  | 1/16  | ▬ 0   | John Iversen                                                |
| 1994 | 178.543 | 07,1 %  | 1/16  | ▬ 0   | Lilli Gyldenkilde und John Iversen 2                        |
| 1999 | 140.053 | 07,1 %  | 1/16  | ▬ 0   | Pernille Frahm                                              |
| 2004 | 150.766 | 08,0 %  | 1/14  | ▬ 0   | Margrete Auken                                              |
| 2009 | 371.603 | 15,9 %  | 2/13  | ▲ 1   | Margrete Auken und Emilie Turunen 3                         |
| 2014 | 248.244 | 10,9 %  | 1/13  | ▼ 1   | Margrete Auken                                              |
| 2019 | 364.895 | 13,2 %  | 2/14  | ▲ 1   | Margrete Auken und Kira Marie Peter-Hansen                  |
| 2024 | 426.472 | 17,4 %  | 3/15  | ▲ 1   | Kira Marie Peter-Hansen, Rasmus Nordqvist und Villy Søvndal |

## Kategorisierung
Im Handbuch Extremismus in den EU-Staaten von 2011, das nach dem Konzept von Herausgeber Eckhard Jesse sowohl links- wie rechtsextremistische Parteien untersucht und kategorisiert, bezeichnete der Politikwissenschaftler Thomas Schubert die SF als „(wenn überhaupt) […] weiche linksextremistische Akteurin“. Er beschrieb den „ideologische[n] Habitus“ der Partei als „demokratisch-sozialistisch“, ihr „Anspruch auf Systemveränderung“ sei „reformerisch“. Unter der Führung Villy Søvndals ab 2005 habe die SF einen „pragmatischen Reformkurs“ verfolgt, sie gelte als regierungsfähig und strebe in eine Mitte-Links-Regierung. Von kommunistischen Akteuren grenze sie sich ab.
Eine Studie des Climate Action Network (CAN) aus dem Jahr 2019, die das Abstimmungsverhalten von Parteien zu klimapolitischen Fragen im EU-Parlament betrachtete, bewertet SF als „Verteidiger“ einer klimafreundlichen Politik.

## Literatur

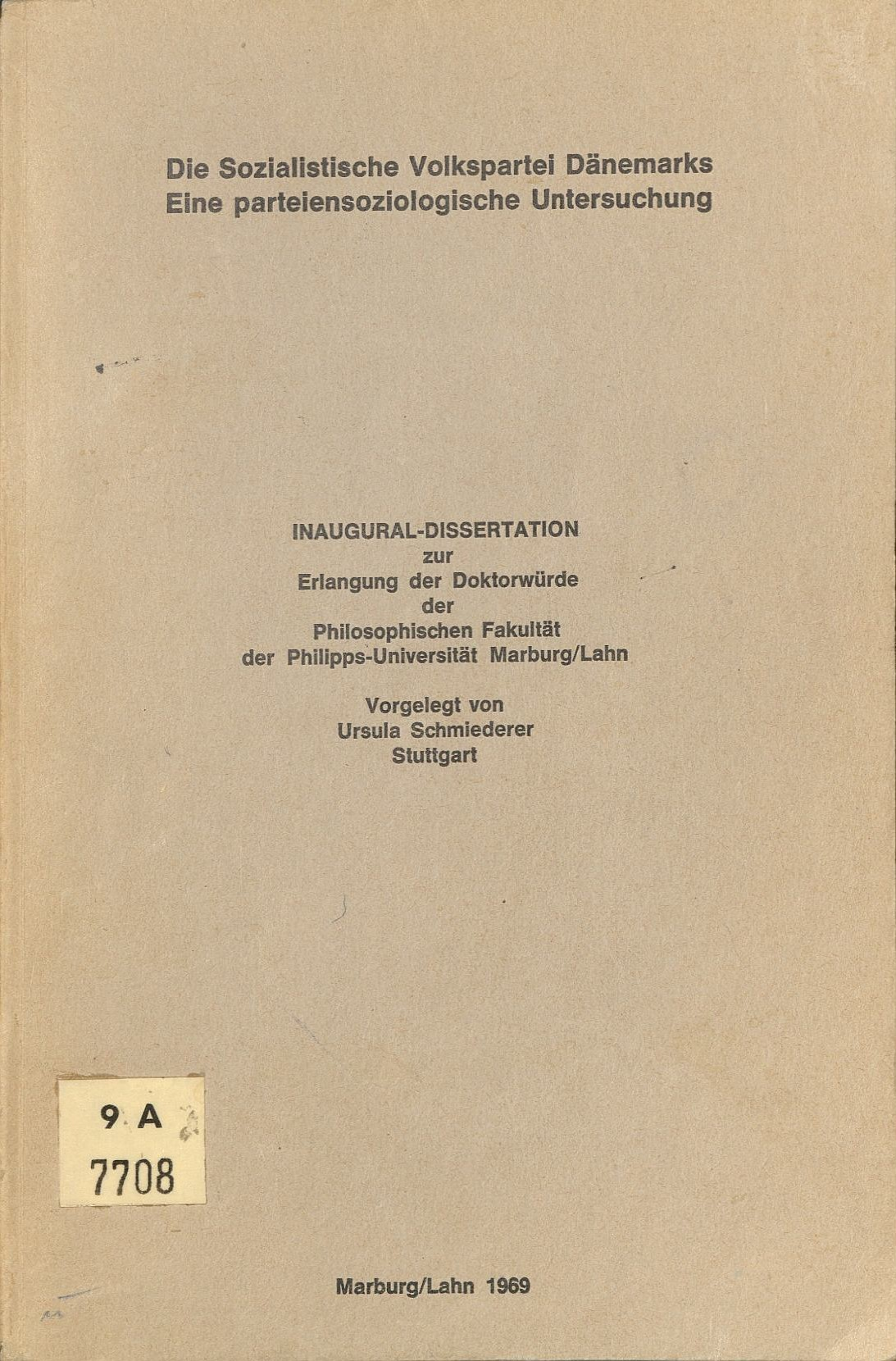
Ursula Schmiederers Dissertation bei Wolfgang Abendroth 1967